# Hadena karsholti
Hadena karsholti é uma espécie de insetos lepidópteros, mais especificamente de traças, pertencente à família Noctuidae.
A autoridade científica da espécie é Hacker, tendo sido descrita no ano de 1995.
Trata-se de uma espécie presente no território português.